# Juvic Pagunsan
Juvic Pagunsan (* 11. Mai 1978 in Manila) ist ein philippinischer Profigolfer der Asian Tour.
Im Anschluss an seine erfolgreiche Amateurkarriere und dem Gewinn zweier Goldmedaillen bei den Manila Sea Games 2005 wurde Pagunsan im Jahr 2006 Berufsgolfer. Er qualifizierte sich für die Asian Tour 2006 und gewann sein erstes Turnier beim The Country Club Invitational auf heimatlichen Boden, wobei er die philippinische Golflegende Frankie Minoza im Stechen bezwingen konnte. Im Laufe der Saison 2006 erreichte er noch drei weitere Platzierungen unter den Top 10 auf der großen asiatischen Turnierserie. 2007 gewann er sein erstes Turnier auf der Asian Tour und im November 2011 verpasste Pagunsan bei der Singapore Open, das auch zur European Tour zählt, erst im Stechen gegen Gonzalo Fernández Castaño einen bedeutenden Turniererfolg.
Pagunsan gewann 2011 als erster Philippiner die Geldrangliste der Asian Tour.

## Turniersiege
Amateur
- 2005 Philippine Amateur Golf Championship, Thailand Amateur Championship, Malaysian Amateur Open Championship

Professional
- 2006 The Country Club Invitational (Philippinen)
- 2007 Negeri Masters (Malaysia), Pertamina Indonesia President Invitational (Asian Tour)
- 2010 Bali Open (Asian Development Tour), ICTSI-Riviera Classic (Philippinen), Mercedes-Benz Masters (Thailand),
- 2011 ICTSI (Philippine Golf Tour)

## Resultate bei Major Championships
| Tournament        | 2012 | 2013 | 2014 | 2015 |
| ----------------- | ---- | ---- | ---- | ---- |
| Masters           | DNP  | DNP  | DNP  | DNP  |
| US Open           | DNP  | DNP  | DNP  | DNP  |
| Open Championship | T72  | DNP  | CUT  | DNP  |
| PGA Championship  | DNP  | DNP  | DNP  | DNP  |

DNP = nicht teilgenommen

CUT = Cut nicht geschafft

„T“ geteilte Platzierung

Grüner Hintergrund für Siege

Gelber Hintergrund für Top 10